# 1998년 일본 자유민주당 총재 선거
1998년 자유민주당 총재 선거(일본어: 1998年自由民主党総裁選挙)는 1998년 7월 24일에 실시된 자유민주당 총재를 선출하기 위한 선거다.

## 과정
1993년 총선으로 야당으로 전락한 자유민주당은 일본사회당, 신당 사키가케와 손을 잡고 자사사 연립 정권을 출범시켜 1994년에 여당으로 복귀했다. 그리고 사회당 위원장 출신인 무라야마 도미이치가 퇴진한 뒤 자민당 총재 하시모토 류타로가 총리대신이 되면서 명실상부한 자민당 내각이 부활했는데 이 무렵 자민당 내에선 두 가지 조류가 존재했다. 하나는 사회당과의 관계를 중시하며 자사사 연립을 유지해야 한다고 주장했으며 또 하나는 이념적으로 이질적인 사회당과 거리를 두고 오자와 이치로를 중심으로 한 세력과 제휴해 보보 연합 구상을 내세우고 있었다. 전자는 간사장 가토 고이치와 간사장 대리 노나카 히로무가 중심이었고 후자는 나카소네 야스히로, 가메이 시즈카, 가지야마 세이로쿠가 중심이었다.
1998년 7월에 예정된 참원선은 자민당의 열세가 예상되었다. 실제로 선거 분위기가 자민당에게 불리하게 돌아가자 가토는 "자민당이 패배하면 가지야마 대망론이 나올 거다"라며 불안감을 감추지 못했다. 그리고 개표가 끝나기 직전인 7월 12일 심야에 하시모토는 퇴진을 표명했다. 자민당이 얻은 개선 의석은 16석이 줄어든 44석이었고 가토 역시 하시모토의 뒤를 이어 퇴진을 표명해야 했다. 이렇게 하시모토와 가토는 차기 총재 선거에 출마하기 어려운 상황이 되었고 남은 후보는 오부치 게이조와 가지야마 정도만 남았다.
자민당 최대 파벌인 헤이세이 연구회는 투표 당일에 비밀리에 간부들이 회합하여 선거에서 패배하면 하시모토가 퇴진하고 후계자로 파벌 영수인 외무상 오부치를 추대하기로 합의를 본 상태였다. 그리고 이 결론은 다케시타 노보루의 뜻에 따른 것이었다.
14일에 와타누키 다미스케, 가지야마, 무라오카 가네조, 노나카, 니시다 마모루 등이 제국 호텔에 모여 다시 한 번 오부치 지지를 확인했다. 그 날 밤에 정무조사회장 야마사키 다쿠가 노나카를 찾아와 "가까운 시일 내에 정책과학연구소(와타나베파)를 탈퇴해 근미래정치연구회(야마사키파)를 결성할 거다. 총재 선거에선 오부치 씨를 지지하겠다."라고 알렸다. 이때까지만 해도 오부치는 총재 선거에서 무투표 당선될 것이 예상되고 있었다.
15일에 오부치 추대를 최종 결정하기 위한 헤이세이 연구회 총회가 열릴 예정이었다. 그런데 가지야마가 총회 전에 입후보를 전격적으로 선언한 뒤 헤이세이 연구회를 이탈하여 무파벌이 되었다(사토 신지, 스가 요시히데도 함께 파벌을 이탈). 이로써 총재 선거는 갑작스럽게 헤이세이 연구회가 분열된 상태로 치러지게 되었다.
가지야마가 출마를 선언하면서 총재 선거에 대한 관심은 높아졌지만 최대 파벌이 분열된 상태에서 치러지는 총재 선거를 자민당은 부담스러워 했다. 특히 두 사람이 정면으로 맞붙는 상황만큼은 피하고 싶어했기에 세 번째 후보를 옹립하여 두 사람의 충돌을 막고자 했다. 그렇게 추대된 사람이 21세기를 생각하는 모임·신정책연구회 소속의 고이즈미 준이치로였다. 심지어 노나카는 추천인을 모으기 어렵다면 우리 파벌에서 명의를 빌려주겠다고 할 정도로 적극적이었다. 다만 고이즈미도 가메이 등이 가지야마 지지를 주장하며 파벌 운영의 주도권을 쥐려고 하자 이에 반발하여 입후보를 표명할 생각이 있었다. 따라서 헤이세이 연구회에 이어 21세기를 생각하는 모임·신정책연구회도 사실상 분열했고 선거가 끝나자 가메이는 파벌을 이탈해 소규모 파벌로 전락한 정책과학연구소와 손을 잡아 지수회를 창설하게 된다.
24일에 진행된 선거는 예상대로 오부치의 압승으로 끝났다. 가지야마는 50여 표 안팎의 득표에 머물 거라는 예상을 깨고 세 자리인 102표를 얻었고 고이즈미는 파벌이 분열한 상황이라 생각보단 저조한 84표에 그쳤다.
다나카 마키코는 이 선거에 출마한 사람들을 가리켜 오부치는 범인(凡人), 가지야마는 군인(軍人), 고이즈미는 변인(変人)이라 표현하여 세간의 주목을 받았다.

## 후보자
| 오부치 게이조                                                         | 가지야마 세이로쿠                                                            | 고이즈미 준이치로                                      |
|                                                                       |                                                                              |                                                        |
| 중의원 의원(12선, 군마현 제5구) 외무대신(1997-현직) 부총재(1994-1995) | 중의원 의원(9선, 이바라키현 제4구) 내각관방장관(1996-1997) 간사장(1992-1993) | 중의원 의원(9선, 가나가와현 제11구 후생대신(1996-현직) |
| 헤이세이 연구회(오부치파)                                             | 무파벌                                                                       | 21세기를 생각하는 모임·신정책연구회(미쓰즈카파)        |
| 도쿄부                                                                | 이바라키현                                                                   | 가나가와현                                             |

## 결과
| 후보자            | 득표수 | 득표율 |
| ----------------- | ------ | ------ |
| 오부치 게이조     | 225표  | 54.74% |
| 가지야마 세이로쿠 | 102표  | 24.82% |
| 고이즈미 준이치로 | 84표   | 20.44% |
| 합계              | 411표  | 100%   |
| 유효 투표수       | 411표  | 99.76% |
| 무효표·백표       | 1표    | 0.24%  |
| 투표자 수         | 412표  | 99.52% |
| 기권자 수         | 2표    | 0.48%  |
| 유권자 수         | 414표  | 100%   |

### 내용주
1. ↑  괴짜를 뜻하는 일본어.
2. ↑  총재 선거 출마를 위해 파벌을 이탈했다. 원래 소속되어 있던 파벌은 헤이세이 연구회.

### 참조주
1. 1 2  『平成政治史 2』, 2–3쪽.
2. 1 2  “金融危機、白熱の政策論争　98年（平成10）自民総裁選 平成Politics30”. 《日本経済新聞》 (일본어) (日本経済新聞社). 2014년 4월 19일에 원본 문서에서 보존된 문서. 2024년 6월 30일에 확인함.
3. ↑  『平成政治史 2』, 6–7쪽.
4. ↑  『平成政治史 2』, 9–11쪽.
5. ↑  芹川洋一著、平成政権史、日経プレミアシリーズ、2018年、133頁、日本経済新聞出版社

## 참고 문헌
- 後藤謙次 (2014년 6월 6일). 《ドキュメント 平成政治史 2　小泉劇場の時代》. 岩波書店. ISBN 978-4000281683.